# Cal kabardin

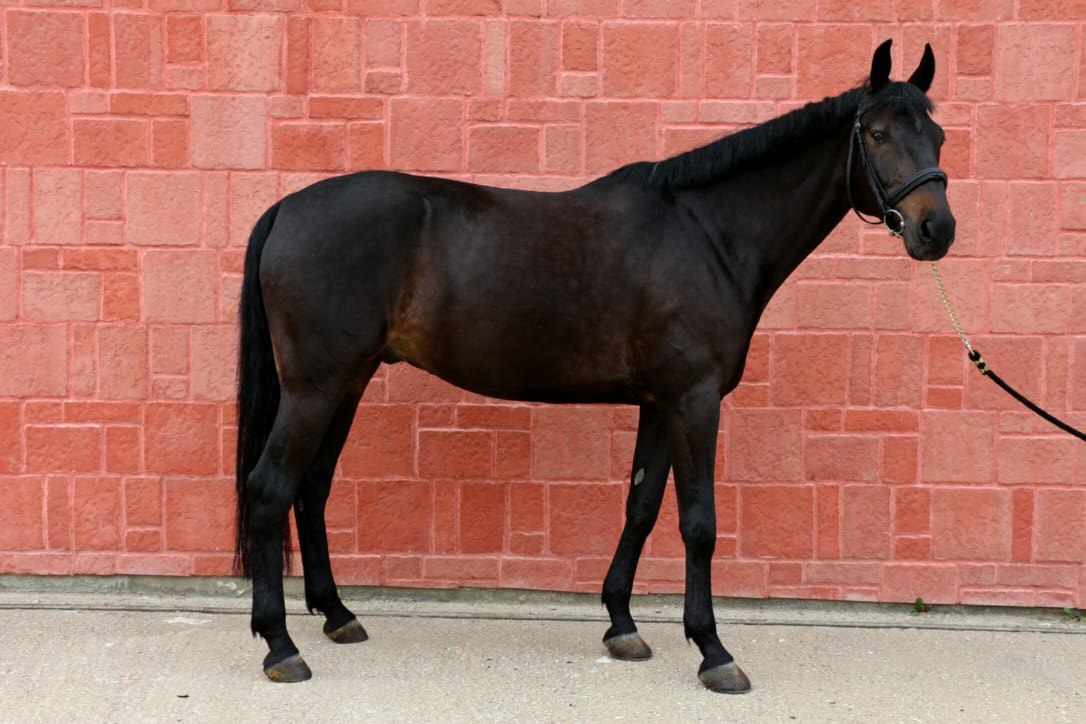
Cal kabardin

Calul kabardin este o rasă de cai originară din Caucaz, din Republica Kabardino-Balkaria din Rusia. Rasa este cunoscută de cel puțin 400 de ani. Acești cai se evidențiază prin anduranța lor și capacitatea de a se adapta la condiții ambientale aspre.

## Istorie

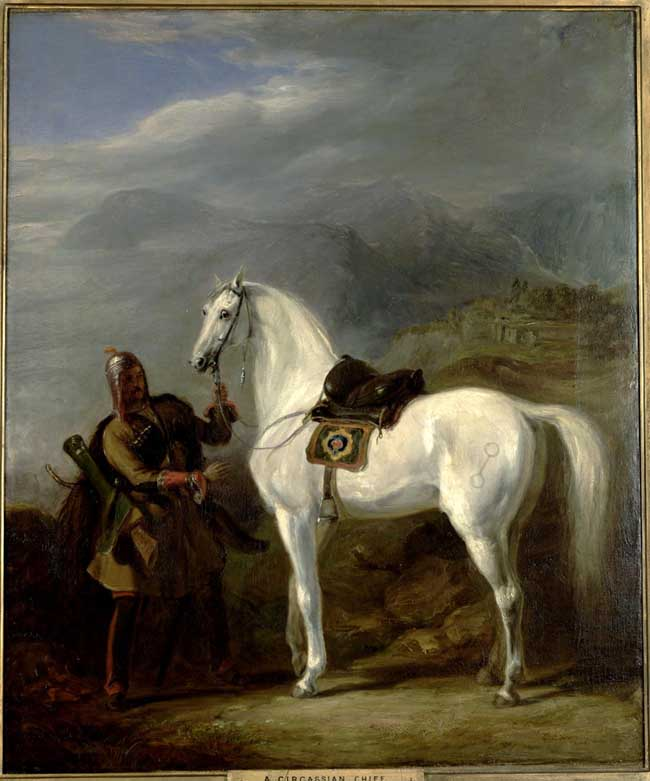
Sir William Allan. „O căpetenie cercheză pregătindu-și armăsarul” (1843).

Calul kabardin a fost crescut din secolul al XVI-lea de către triburile montane din Caucazul de Nord și este produsul a unor secole de selecție pentru capacitatea de a supraviețui în condiții aspre. Această rasă s-a format dintr-o combinație a cailor de stepă, a cailor de Karabah, a celor arabi și a celor turkmeni. Se ține de obicei în herghelii, vara pe pășunile de munte și iarna pe cele de câmpie. În prima jumătate a secolului al XX-lea a fost creată o nouă rasă, numită anglo-kabardină, prin încrucișarea calului kabardin cu calul pursânge englez. Aceasta a fost recunoscută oficial în 1966.

## Caracteristici
Calul kabardin ajunge la înălțimea la greabăn de 145 – 155 cm și poate fi murg, negru sau sur. Sunt cai robuști, eleganți, cu un cap rafinat, gât musculos, torace profund, umeri lungi, oblici, spate scurt, masiv și crupă musculoasă, puțin oblică. Picioarele sunt conformate corect, cu încheieturi bine dezvoltate și copite tari. Sângele acestor cai are o capacitate de oxidare sporită, o calitate utilă pentru munca la altitudini mari în munți. 

## Utilizare

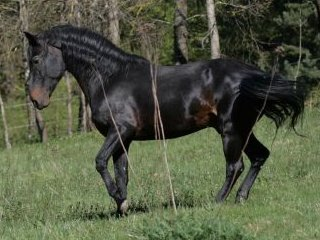

Calul kabardin a fost selecționat pentru teren pietros de munte. Această rasă este iute și are anduranță bună. Sunt deseori utilizați peste hotarele Rusiei în calitate de cai de sport și pentru ameliorarea raselor anglo-kabardină, Tersk, și a cailor locali din Georgia, Armenia și Azerbaidjan. Cu toate că sunt utilizați mai ales în calitate de cai de călărie, lucrează bine și în calitate de cai de tracțiune sau cai de povară.